# Carlos Íñigo y Gorostiza

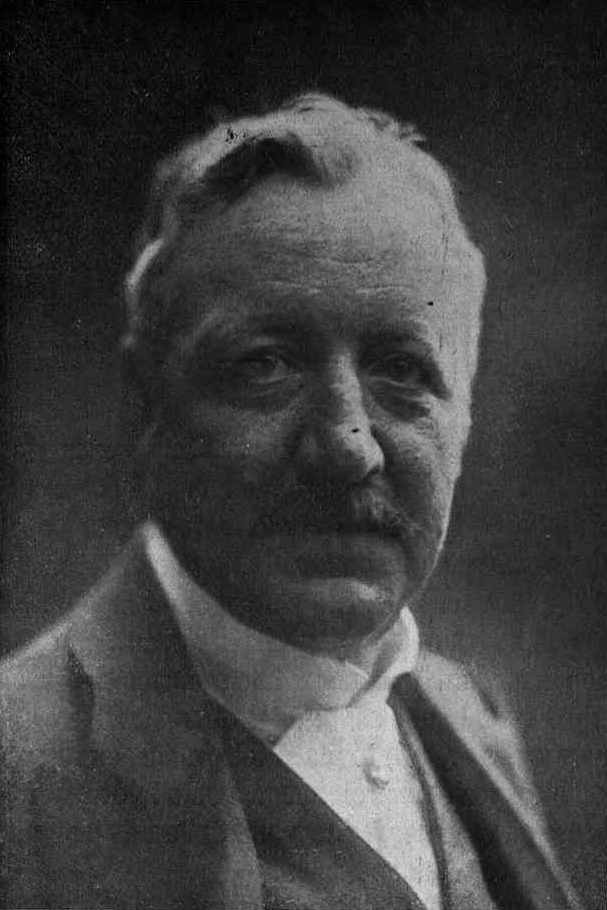
Fotografiado por Kaulak

Carlos Íñigo y Gorostiza (1863-1925) fue un marino, pintor y fotógrafo español.

## Biografía
Nació el 14 de mayo de 1863. Marino de profesión, fue nombrado mayor general del Real Cuerpo de Guardias Alabarderos en 1922 y falleció el 8 de diciembre de 1925. A lo largo de su vida se dedicó a la pintura, con galardones en exposiciones nacionales, y a la fotografía, en calidad de aficionado (fue miembro fundador de la revista Graphos Ilustrado); dentro de la cual se le adscribió al movimiento pictorialista. Fue autor de La Marina del Japón (1898), un estudio de la Marina japonesa, que recopiló, ampliándolos, artículos publicados en la Revista General de Marina, y de Heliograbado ó fotocalcografía (1907), un manual práctico de heliograbado, técnica de la que fue un gran experto.
Como agregado naval de la Embajada de España en Tokio el teniente de navío Carlos Íñigo y Gorostiza realizó trabajos diplomáticos y de espionaje. Estuvo en Japón hasta 1897 (quizá llegara hacia 1895) y desde allí envió a España gran cantidad de información secreta sobre la sociedad japonesa, la situación de su flota, las relaciones políticas en la región, la composición de los puertos o la preparación de sus tropas.
Todo el material delicado se conserva en el Museo Naval de Madrid, incluido un gran repertorio fotográfico y cartográfico, diversos croquis, su correspondencia y el primer diccionario de bolsillo japonés-español, del que es autor.